# Estrella de 1914-15
L'Estrella 1914–15 (anglès: 1914-15 Star) és una medalla de campanya de l'Imperi Britànic que es va atorgar a tots els que van servir a les forces britàniques i imperials en qualsevol teatre de la Primera Guerra Mundial contra les potències centreeuropees durant els anys 1914 i 1915. La medalla mai es va atorgar per separat i els destinataris també van rebre conjuntament la Medalla de la Guerra britànica i l Medalla de la Victòria.

## Institució
L'Estrella 1914–15 es va instituir el desembre de 1918 i es va atorgar a tots els que van servir a les forces britàniques i imperials contra les potències centreeuropees en qualsevol teatre de la Gran Guerra entre el 5 d'agost de 1914 i el 31 de desembre de 1915, sempre que no ho haguessin rebut encara l'Estrella de 1914. El període d'elegibilitat va ser anterior a la Llei del servei militar de 1916, que va introduir la conscripció a Gran Bretanya.
La creació de l'Estrella de 1914 per a la força expedicionària britànica original, que va servir a França i Flandes fins al novembre de 1914, va portar a les demandes dels governs australians i d'altres dominis per a un reconeixement medallista per als seus contingents originals que havien lluitat a Gal·lípoli i en altres llocs. Això va conduir a una proposta d'Estrella de Gal·lípoli, per atorgar-la als neozelandesos i australians del Cos d'exèrcit australià i neozelandès (ANZAC), però no a les forces britàniques que serveixen al seu costat. Després de les protestes de parlamentaris i mitjans de comunicació britànics, l'Estrella de Gallipoli mai va ser atorgada i l'Estrella 1914–15, amb la seva elegibilitat més àmplia, es va instituir en el seu lloc.
No es va aprovar cap fermall ni barra a la medalla.

## Criteris d'adjudicació
Per ser elegible per a la medalla, un membre ha d'haver servit en l'establiment d'una unitat en un teatre de guerra durant les dates rellevants d'operacions en aquest teatre.
Estaven exclosos de l'elegibilitat tots aquells que ja s'havien qualificat per a l'atorgament de l'Estrella de 1914, i els que van rebre la Medalla del Servei General a l'Àfrica o la Medalla del Khedive del Sudan de 1910 per a les campanyes del 4 d'agost de 1914 fins a finals de 1915

## Destinataris
Es van lliurar unes 2.366.000 medalles a militars i personal de suport de les forces militars britàniques i les diferents forces dels dominis britànics, l'Índia i les colònies. (Els membres de la Marina mercant només es qualificaven quan servien sota el compromís de la Royal Naval, com a conseqüència de la signatura d'un acord T124x.) Aquest repartiment de medalles incloïa:
- 283.500 a la Royal Navy.[2]
- 71.150 als canadencs.[8]

Igual que l'Estrella de 1914, l'Estrella de 1914–15 mai no es va atorgar de manera individual i els destinataris també van rebre la Medalla de la Guerra Britànica i la Medalla de la Victòria. L'única diferència és que el premi posterior porta '1914-15' al rotllo central en lloc de '1914'; la cinta és la mateixa. De vegades, les tres medalles eren anomenades de manera irreverent com a Pip, Squeak and Wilfred després de tres personatges de còmics, un gos, un pingüí i un conill, que van ser populars a l'era de la immediata postguerra. Pip representava qualsevol de les dues estrelles, Squeak  la medalla de la guerra britànica i Wilfred la medalla de la victòria.

## Descripció
La medalla, basada en el disseny de l'anterior estrella de 1914, és una estrella de quatre puntes de bronze brillant, amb una corona al capdamunt, amb una alçada de 50 mil·límetres (62 mil·límetres amb la suspensió de l'anell inclosa) i una amplada de 44 mil·límetres. El conjunt de la medalla i la suspensió es va tallar d'una sola peça.
Anvers
L'anvers té dos gladius (espases) creuats amb les fulles cap amunt, les puntes i mànecs de les quals formen el que podrien semblar quatre punts addicionals a l'estrella. Les espases estan sobreposades per una corona de fulles de roure, amb el monograma reial del rei Jordi V a la base de la corona i un rotllo central superposat amb la inscripció "1914–15".
Revers
El revers és pla i està impressionat amb el número, el rang i el nom del destinatari.
Cinta
La cinta fa 32 mil·límetres d'amplada i té els colors vermell, blanc i blau de la bandera del Regne Unit en bandes ombrejades i regades. La mateixa cinta es va utilitzar per a l'Estrella de 1914 .

## Orde de lluïment
L'orde de lluïment de les estrelles de campanya i medalles de la Primera Guerra Mundial és com segueix:
| Estrella de 1914 | Estrella de 1914-15 | Medalla Britànica de la Guerra | Medalla de Guerra de la Marina Mercant de la Guerra | Medalla de la Victòria 1914-1918 | Medalla de Guerra de la Força Territorial |

### Sud-àfrica
El 6 d'abril de 1952, la Unió de Sud-àfrica va instituir la seva pròpia gamma de condecoracions i medalles militars. Aquests nous premis es van portar abans de totes les condecoracions i medalles britàniques anteriors concedides als sud-africans, amb l'excepció de la Creu Victòria, que encara tenia prioritat abans de tots els altres premis. Les medalles de la Primera Guerra Mundial concedides als sud-africans tenen el següent orde de precedència: .
| Medalla de la Rebel·lió dels Natius de Natal | Estrella de 1914-15 | Medalla Britànica de la Guerra |